# قزل‌آلا

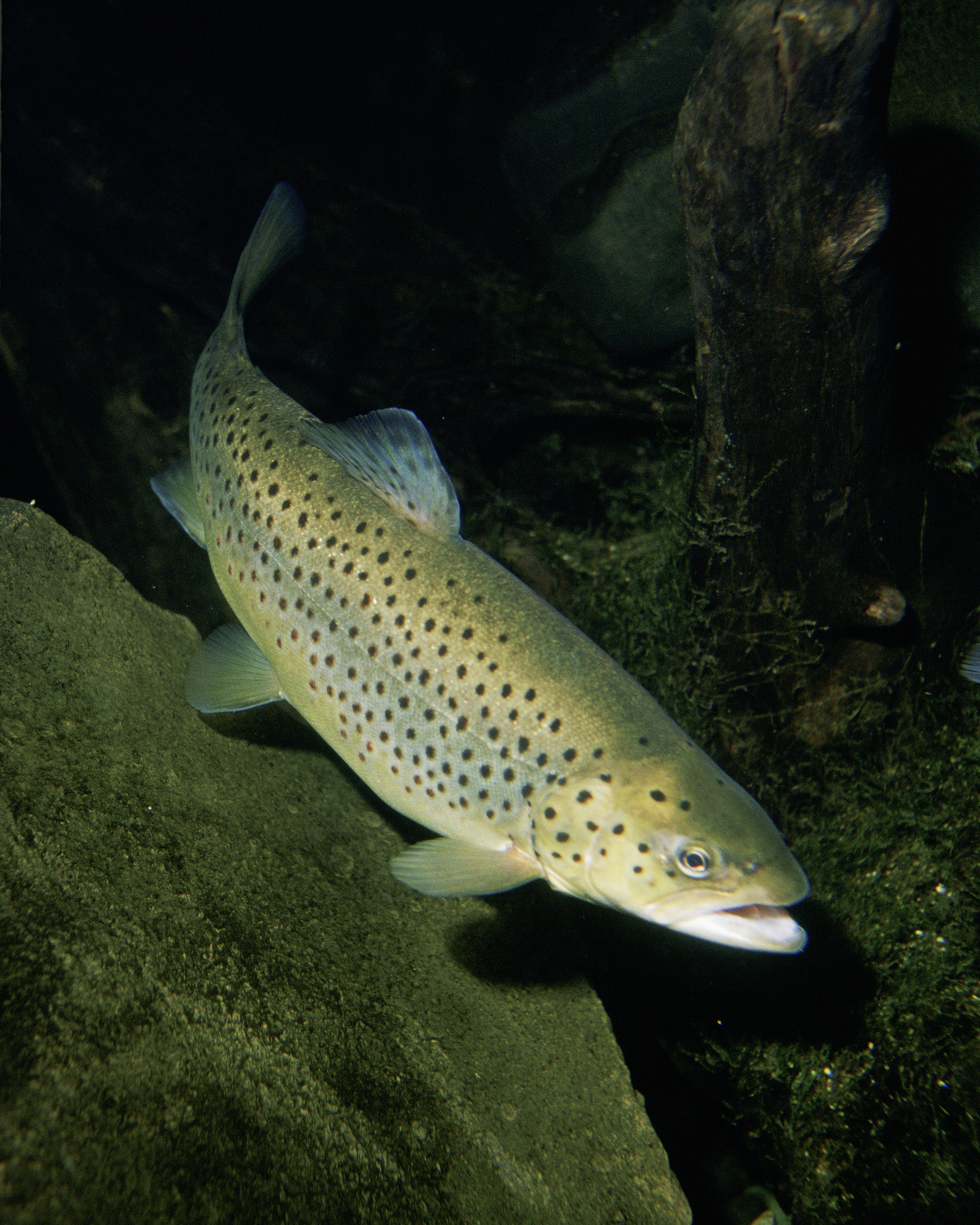
قزل‌آلای خال قرمز

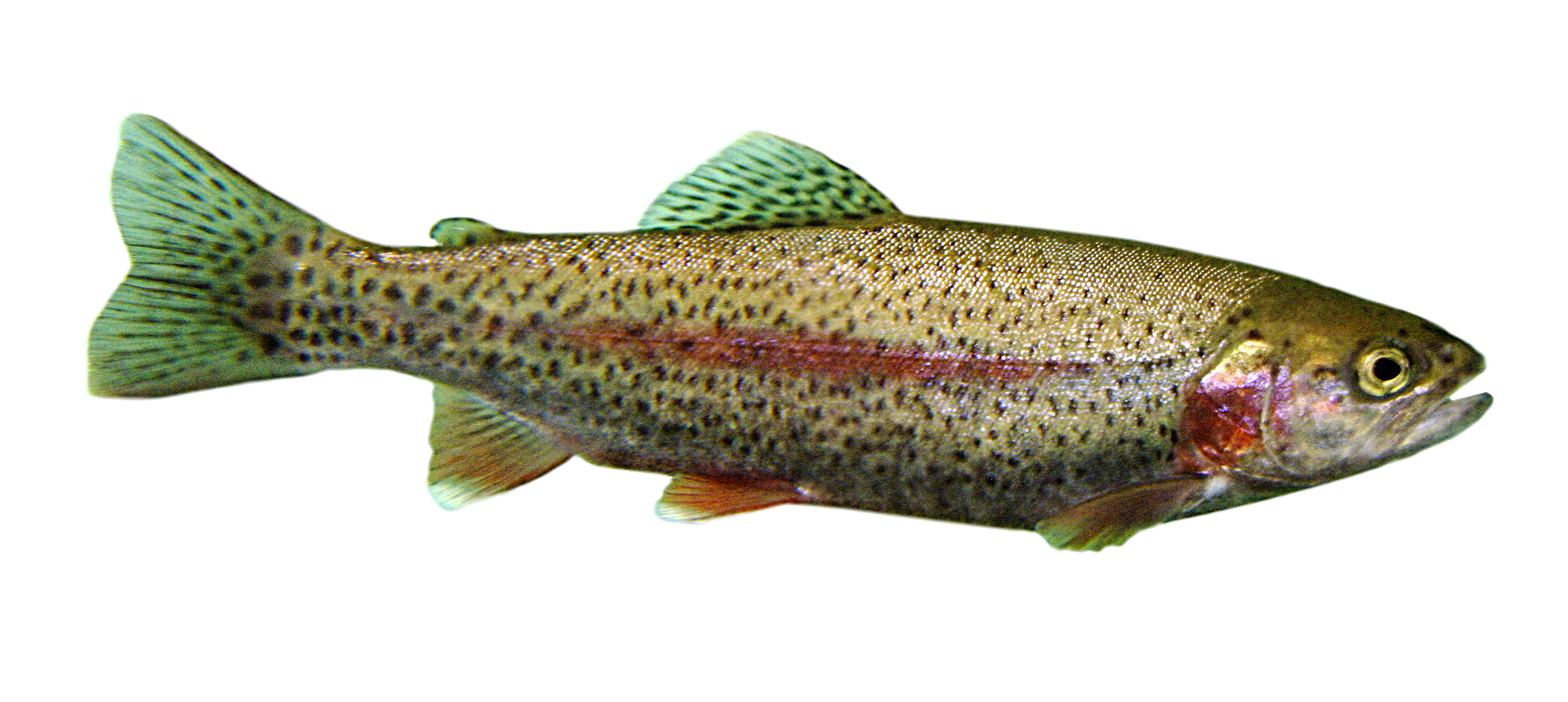
قزل‌آلای رنگین‌کمان، Oncorhynchus mykiss

ماهی قِزِل‌آلا (به معنی ماهی بزرگ که رنگ سرخ طلایی دارد)  (به انگلیسی: Trout) یا گُل‌ماهی از نوع ماهی‌های سردآبی است و در زیرگروه ماهی‌های آزاد جای می‌گیرد دارای بدنی فشرده و داری باله دمی بزرگ‌تر از ماهی آزاد است. ساقه دمی آن مرتفع، سر کند و قسمت خارجی باله دمی تقریباً صاف است. تعداد فلس بین باله چربی و خط جانبی ۱۹–۱۴ عدد و به‌طور متوسط حدود ۱۶ عدد است. تعداد خارهای اولین کمان آبشش بین ۵–۲ عدد است که به شکل شمشیر بوده و در پایین به شکل دکمه درآمده‌اند. حداکثر طول بدن ماهی قزل‌آلا ۱۴۰ سانتیمتر است و وزن آن تقریباً به بالای ۵ کیلوگرم می‌رسد.
در زبان ژاپنی ماسو (マス) نامیده می‌شود و یکی از عناصر سوشی است.

## گونه‌ها
نام
قزل‌آلا معمولاً برای برخی از گونه‌ها در سه سرده از هفت سرده در زیرخانوادهٔ آزادماهیان (Salmoninae) استفاده می‌شود: ماهی‌های آزاد (Salmo)، گونه‌های اقیانوس اطلس. کج‌بینی‌ها (Oncorhynchus)، گونه‌های اقیانوس آرام و آزادماهی‌های شکم‌رنگی (Salvelinus) که شامل گونه‌ای ماهی نیز می‌شود که به آن چار (char) می‌گویند. ماهی‌هایی که به عنوان قزل‌آلا شناخته می‌شوند عبارت اند از:
- سردهٔ ماهی‌های آزاد (Salmo)
  - قزل‌آلای آدریاتیک (Salmo obtusirostris)
  - قزل‌آلای قهوه‌ای (Salmo trutta)
    - قزل‌آلای رودخانه‌ای (S. t. morpha fario)
    - قزل‌آلای خال‌سرخ (S. t. morpha lacustris)
    - قزل‌آلای دریایی (S. t. morpha trutta)

  - قزل‌آلای سرصاف (Salmo platycephalus)
  - قزل‌آلای مرمر، قزل‌آلای رودخانهٔ سوکا یا قزل‌آلای سوچا (Salmo marmoratus)
  - قزل‌آلای اهرید (Salmo letnica، ‫S. balcanicus (منقرض‌شده)، S. lumi و S. aphelios)
  - قزل‌آلای سوان (Salmo ischchan)
- سردهٔ کج‌بینی‌ها (Oncorhynchus)
  - قزل‌آلای بیوا (Oncorhynchus masou rhodurus)
  - ماهی قزل‌آلای بی‌رحم (Oncorhynchus clarki)
    - قزل‌آلا قاتل ساحلی (O. c. clarki)
      - قزل‌آلای کرسنتی (O. c. c. f. crescenti)

    - قزل‌آلای آلوورد (O. c. alvordensis) (منقرض‌شده)
    - قزل‌آلای بونویل (O. c. utah)
    - قزل‌آلای هومبولت (O.c. humuloldtensis)
    - قزل‌آلای لاهونتان (O. c. henshawi)
      - قزل‌آلای وایت هورس (Whitehorse Basin)

    - قزل‌آلای پایوته (O. c. seleniris)
    - قزل‌آلای خالدار ماری (O. c. behnkei)
    - قزل‌آلای وست‌اسلوپ (O. c. lewisi)
    - قزل‌آلا باله‌زرد (O. c. macdonaldi) (منقرض‌شده)
    - قزل‌آلای یلوستون (O. c. bouvieri)
    - قزل‌آلای رودخانهٔ کلرادو (O. c. pleuriticus)
    - قزل‌آلای قیچی پشت‌سبز (O. c. pleuriticus)
    - ماهی قزل‌آلای ریوگرانده (O. c. virginalis)
- سردهٔ گیلا (Oncorhynchus gilae)
  - قزل‌آلای گیلا (O. g. gilae)
  - قزل‌آلای آپاچی (O. g. apache)
  - قزل‌آلای رنگین کمان (Oncorhynchus mykiss)
    - قزل‌آلای رنگین کمان کامچاتکان (Oncorhynchus mykiss mykiss)
    - قزل‌آلای کله قرمز رودخانه کلمبیا (Oncorhynchus mykiss gairdneri)
    - قزل‌آلای استیل هد (Oncorhynchus mykiss irideus)
      - قزل‌آلای بردزلی (Oncorhynchus mykiss irideus var)

    - قزل‌آلای کله قرمز بزرگ (Oncorhynchus mykiss newberrii)
    - قزل‌آلای طلایی (Oncorhynchus mykiss aguabonita)
      - قزل‌آلای رنگین کمان رودخانه کرن (Oncorhynchus mykiss aguabonita var)
      - قزل‌آلای طلایی ساکرامنتو (Oncorhynchus mykiss aguabonita var. سنگی
      - قزل‌آلای طلایی کرن کوچک (Oncorhynchus mykiss aguabonita var. سفید

    - قزل‌آلای رنگین کمان کاملوپس (Oncorhynchus mykiss kamloops)
    - قزل‌آلای رنگین کمان باجا کالیفرنیا، قزل‌آلای نلسون، یا قزل‌آلای سن پدرو مارتر (Oncorhynchus mykiss nelsoni)
    - قزل‌آلای دریاچه عقاب (Oncorhynchus mykiss aquilarum)
    - قزل‌آلای نوار قرمز رودخانه مک کلود (Oncorhynchus mykiss stonei)
    - قزل‌آلای باند قرمز (Sheepheaven Creek)

  - قزل‌آلای طلایی مکزیکی (Oncorhynchus chrysogaster)
- سردهٔ آزادماهی‌های شکم‌رنگی (چار) (Salvelinus)
  - قزل‌آلای جویبار (Salvelinus fontinalis)
    - قزل‌آلای شفق قطبی (S. f. timagamiensis)

  - قزل‌آلای گاو نر (Salvelinus confluentus)
  - قزل‌آلای دالی واردن (‫Dolly Varden، ‬ Salvelinus malma)
  - قزل‌آلای دریاچه ای (Salvelinus namaycush)
  - قزل‌آلای نقره ای († Salvelinus agassizi) (منقرض‌شده)
- هیبریدها
  - قزل‌آلای ببر (نابارور) (Salmo trutta X Salvelinus fontinalis)
  - قزل‌آلای دریاچه ای خالدار (‫Splake، ‬ ‬Salvelinus namaycush X Salvelinus fontinalis)

## نحوهٔ زندگی
دوره تخم‌ریزی این گونه از ماهیان معمولاً در بازه زمانی بهمن تا اسفند ماه انجام می‌شود. هر ماهی ماده، بسته به وزن بدن خود، توانایی تولید تخم‌های زیادی را دارد؛ به‌طور میانگین، به ازای هر کیلوگرم وزن، حدود ۱۵۰۰ تخم تولید می‌کند. به‌این‌ترتیب، تعداد کل تخم‌ها ممکن است به ۱۰ هزار عدد یا حتی بیشتر برسد.
نکته قابل توجه در مورد این گونه، زنده‌ماندن اکثر ماهیان نر و ماده پس از تخم‌ریزی است. برخلاف برخی از گونه‌های دیگر که پس از تخم‌گذاری از بین می‌روند، این ماهیان معمولاً پس از پایان این دوره حساس به زندگی خود ادامه داده و در سال‌های بعد نیز برای تخم‌ریزی مجدد به رودخانه بازمی‌گردند. این ویژگی نقش مهمی در پایداری جمعیت آن‌ها در زیستگاه‌های طبیعی ایفا می‌کند.
لارو این ماهی به‌وسیله نوارهای تیره رنگ با نقطه‌های قرمز زیاد مشخص می‌شوند. بچه ماهیان ۵–۱ سال در آب شیرین زندگی می‌کنند که در شمال اروپا این مدت به ۵ سال می‌رسد. هنگامی که طول آن‌ها به ۲۵–۱۵ سانتیمتر رسید وارد آب شده و بیشتر در ساحل دریا بسر می‌برند.

## قزل‌آلای رنگین‌کمان

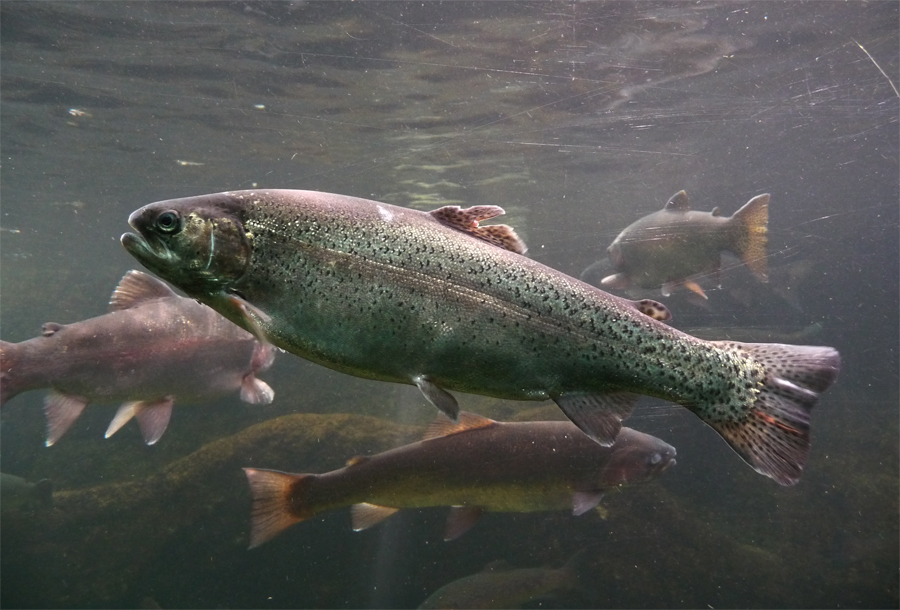
ماهی قزل آلا رنگین کمانی.

این ماهی دارای یک نوار پهن به صورت رنگین کمان در هر طرف بدن است. دوره تخم ریزی از ماه‌های آخر زمستان تا اواخر بهار و تعداد تخم‌ها بین ۵–۱ هزار عدد است. امروزه ماهی قزل‌آلای رنگین کمان به صورت ماهی شمارهٔ یک اکثر کارگاه‌های تکثیر و پرورش ماهیان سردآبی در بیشتر نقاط جهان درآمده‌است.
از خصوصیاتی که این ماهی را مورد توجه قرار داده‌است، سازگاری آن با شرایط پرورش متراکم است. از طرف دیگر، این ماهی در انتخاب غذا زیاد سخت‌گیر نیست و از سرعت رشد خوبی نیز برخوردار است. برای غذای این ماهی به‌طور معمول، از نوعی از خوراک آبزیان استفاده می‌شود که بر روی آب شناور باقی می‌ماند که اکسترود نامیده می‌شود. وجه تسمیهٔ این نوع از خوراک آبزیان، دستگاهی است که با آن تولید می‌شود که نام تجاری اکسترودر شناخته می‌شود.

## قزل‌آلای خال‌سرخ
قزل‌آلای خال‌قرمز یا خال‌سرخ، بومی ایران و جزو گونه‌های حمایت‌شده محسوب می‌شود چون به دلایل مختلفی همچون تخریب زیستگاه و هجوم ماهی قزل‌آلای رنگین‌کمان در معرض خطر قرار گرفته‌است.

## کشورهای تولیدکننده
شیلی، ایران، ترکیه و نروژ مهم‌ترین تولیدکنندگان قزل آلای رنگین کمان در جهان هستند و پس از آن کشورهای اتحادیه اروپا دانمارک، ایتالیا و فرانسه قرار دارند. شیلی و نروژ بزرگ‌ترین تولیدکنندگان ماهی قزل‌آلای بزرگ در سیستم‌های دریایی هستند که به نام قزل‌آلای سالمون نیز شناخته می‌شوند، در حالی که ایران و ترکیه بر تولید آب شیرین قزل‌آلای رنگین‌کمان سهم غالب را دارند.
پرورش ماهی قزل آلا در ایران، شیلی و ترکیه در مقایسه با کشورهای اروپایی که دارای سنت طولانی است، بخش اقتصادی کاملاً جوانی است.
در این کشورها تولید در واقع در اواخر دهه ۵۰ آغاز شد. طی ۱۵ تا ۲۰ سال گذشته، شیلی، ایران و ترکیه کشورهایی بودند که سریع‌ترین رشد را در بخش پرورش ماهی قزل آلا در جهان داشتند. در اتحادیه اروپا تولید ماهی قزل آلا در استخرهای خاکی دارای سنت طولانی است. برخلاف «کشورهای جوان تولید کننده قزل آلا»، آنها از دهه ۱۹۸۰ نتوانستند تولید خود را به میزان قابل توجهی گسترش دهند.

## رشد و پرورش ماهی قزل‌آلا در استخر کشاورزی و استخر پیش‌ساخته
استخر های پیش ساخته، مخزن‌های عایق بندی شده‌ای هستند که برای نگهداری مایعات استفاده می‌شوند. این سازه‌ها بر روی یک بستر مناسب قرار گرفته، خروجی و ورودی مناسب بر روی آنها تعبیه شده و مواد اولیه و روش ساخت شان به آنها امکان مهار وزن مایع درون‌شان را می‌دهد. این سازه‌ها در انواع و ابعاد مختلف وجود دارند و از مواد اولیه مختلفی نیز ساخته می‌شوند.
به صورت کلی استخرهای پیش ساخته کاربردهای مختلفی دارند، از جمله کاربرد های اصلی این استخرها ، استفاده به عنوان استخر شنا ، استخر نگهداری مواد شیمیایی و استخر پرورش ماهی و سایر آبزیان میباشد.
محبوب ترین و کاربردی ترین نوع استخر پیش ساخته، استخر های فایبرگلاس هستند که هم برای شنا و هم برای پرورش ماهی و سایر آبزیان مناسب ترین بازدهی را دارند. 
بهترین دما برای پرورش ماهی قزل آلا در استخر های پیش ساخته ۱۸–۱۲ درجه سانتی گراد می‌باشد این نوع ماهی بهترین میزان بازدهی خود را در دمای ۱۷/۱۵ درجه سانتی گراد است.

### فواید پرورش ماهی قزل‌آلا در استخرهای کشاورزی
- استفادهٔ بهینه و دومنظوره از تجهیزات و تأسیسات موجود در مزرعه
- استفادهٔ بهینه از آب کشاورزی
- آب دفعی استخر ماهی قزل‌آلا که دارای فضولات ماهی است کود ملایمی برای مزارع محسوب می‌شود.
- افزایش سود و درآمد مشاغل کشاورزی
- پرورش و تولید یکی از بهترین منبع‌های پروتئین مفید (گوشت ماهی قزل‌آلا)
- تأمین‌کنندهٔ گوشت مصرفی آبزیان در منطقه‌های روستایی
- اشتغال‌زایی مستقیم و غیرمستقیم در مناطق روستایی

### شرایط ماهی قزل‌آلا در استخر کشاورزی
- کمیت آب: آب یکی از عوامل مهم در پرورش ماهی قزل‌آلاست زیرا محیط پرورش ماهی قزل‌آلا می‌باشد. برای پرورش هر یک تن ماهی قزل‌آلا به ۵ الی ۷ لیتر آب در ثانیه نیاز است.
- کیفیت آب: در پرورش ماهی قزل‌آلا در استخرهای کشاورزی، آب‌های مورد استفاده برای زراعت برای پرورش ماهی قزل نیز کارآماد نیز می‌باشد. هرچه آب استخر پرورش ماهی باکیفیت‌تر باشد، تولید کمّی و کیفی ماهی قزل‌آلا نیز افزایش می‌یابد.
- شوری آب: شوری یکی از نکات مهم و قابل توجه در پرورش ماهی قزل‌آلا می‌باشد. بطوریکه ماهی قزل‌آلا در شوری آب کمتر از ۵ گرم در لیتر بازده خوبی به همراه دارد. ماهی قزل در شوری آب ۱۴–۵ در لیتر نیز قابل پرورش می‌باشد و لی بازده ۵ گرم در لیتر را ندارد.
- درجهٔ حرارت آب: ماهی قزل‌آلا می‌تواند در دمای ۲۰–۶ درجه سانتی گراد زیست یابد. اما بهترین دما برای پرورش ماهی قزل‌آلا ۱۸–۱۲ درجه سانتی گراد می‌باشد این نوع ماهی بهترین میزان بازدهی خود را در دمای ۱۷/۱۵ درجه سانتی گراد داراست. اگر دمای استخر پرورش ماهی به کمتر از ۱۰ درجه سانتی گراد برسد رشد ماهی قزل‌آلا با ممانعت روبرو شده و روند رشد و دوره پرورش ماهی به طول می‌انجامد ماهی قزل‌آلا حداکثر تا دمای ۲۳ درجه سانتی گراد می‌تواند رشد و تکثیر یابد.
- اکسیژن محلول: برای پرورش ماهی قزل‌آلا، میزان اکسیژن مناسب محلول در آب باید ۸–۱۲ میلی‌گرم در لیتر باشد و این مقدار نباید به کمتر از ۵ میلی‌گرم در لیتر برسد.
- غلظت یون هیدروژن (pH): بهترین شرایط pH یا اسیدیته برای پرورش ماهی قزل‌آلا خنثی یا ۷ می‌باشد. pH بین ۶٫۵–۸ نیز برای پرورش ماهی مناسب است؛ ولی در شرایطی که pH آب کمتر از ۶ و بالاتر از ۹ باشد، شرایطی بحرانی برای پرورش ماهی قزل‌آلا قلمداد می‌شود.
- نور: اگر تابش نور خورشید به استخر به صورت مستقیم باشد، پوست ظریف ماهیان قزل‌آلا به خصوص بچه‌ماهیان دچار آفتاب سوختگی می‌شود و آلودگی قارچی را در پی دارد. از این رو بهتر است، استخرها به‌خصوص استخر بچه‌ماهی‌های قزل‌آلای زیر ۵ گرم دارای سایبان باشد.

## رژیم غذایی
سالمون‌ها ماهیان کارنبیور مهاجر هستند که رژیم غذایی آن‌ها به شدت به مرحله زندگی و محیط جغرافیایی وابسته است. در مرحله آب‌شیرین (پارر و دم‌قلم)، لاروها از زئوپلانکتون‌ها و بیمهرگان کوچک مانند حشرات آبزی و نوزاد دافنی تغذیه می‌کنند. با رشد به اسمولت، رژیم به سمت حشرات بزرگ‌تر و سخت‌پوستان کوچک می‌رود. پس از مهاجرت به آب‌های شور در اقیانوس، سالمون‌های بالغ به شکارچیان فعال تبدیل شده و عمدتاً از کریل، ماهی‌های کوچک (مثل شاهماهی و ساردین)، ماهماهی و اسکوئید تغذیه می‌کنند. این تغذیه غنی از چربی‌های امگا-۳ دلیل تراکم بالای مواد مغذی در گوشت سالمون است. جالب آنکه در زمان بازگشت به رودخانه‌ها برای تخم‌ریزی، تغذیه متوقف می‌شود و ماهی از ذخایر چربی بدن استفاده می‌کند.

## پرورش
صنعت پرورش سالمون با تولید سالانه >۲.۸ میلیون تن (۲۰۲۳) غالباً در قفس‌های دریایی انجام می‌شود. نروژ، شیلی و اسکاتلند پیشتاز این صنعت هستند. تخم‌ها در هچری‌های کنترل‌شده بارور شده و نوزادان پس از ۱۲–۱۸ ماه به دریا منتقل می‌شوند. تغذیه ماهی‌ها با پلت‌های صنعتی حاوی روغن ماهی، آرد سویا و رنگ‌دانه‌های مصنوعی (برای ایجاد رنگ صورتی گوشت) صورت می‌گیرد. چالش‌های اصلی شامل شیوع بیماری‌ها (مثل شپش دریایی)، آلودگی بستر دریا و فرار ماهی‌ها است که تهدیدی برای جمعیت‌های وحشی محسوب می‌شود. در پاسخ، فناوری‌هایی مانند سیستم‌های مداربسته (RAS) و قفس‌های عمیق‌آب توسعه یافته‌اند.

## غذای انسان
سالمون یکی از مغذی‌ترین پروتئین‌های حیوانی است: هر ۱۰۰ گرم حاوی ۲۰–۲۵ گرم پروتئین، ۱۲–۱۸ گرم چربی (غنی از EPA/DHA امگا-۳) و ویتامین‌های D، B۱۲ و سلنیوم است. روش‌های پخت متداول شامل گریل کردن، دودی سرد/گرم، پخت در فر و ساشیمی است. در آشپزی ژاپنی، سالمون خام پایه سوشی و ساشیمی است. دودی‌کردن با چوب اولسو در اسکاندیناوی یا آلدر در آمریکا طعم متمایزی ایجاد می‌کند. نگرانی‌های بهداشتی احتمالی شامل تجمع آلاینده‌ها (دیوکسین، PCB) در نمونه‌های پرورشی و خطر آنیساکیس (کرم انگلی) در گونه‌های وحشی است.

## تاریخچه ماهیگیری
ماهیگیری سالمون قدمتی >۷,۰۰۰ ساله دارد، با شواهد باستان‌شناسی از تله‌های سنگی در رودخانه‌های اروپا. بومیان آمریکای شمالی مانند قبیله سلیش از تورهای دستباف، نیزه و بندهای سدمانند (weir) استفاده می‌کردند. در قرن ۱۹، اختراع قوطی‌سازی توسط Joseph Kerr در اسکاتلند (۱۸۱۵) انقلابی در صادرات ایجاد کرد. تورهای گوشگیر (Gillnet) و قلاب‌های طعمه‌دار در صید صنعتی قرن ۲۰ غالب شدند. امروزه ۵۳٪ سالمون مصرفی جهانی از منابع وحشی صید می‌شود، با مدیریت‌های سختگیرانه مانند سهمیه‌بندی فصلی در آلاسکا برای جلوگیری از انقراض.

## نمادگرایی
در اساطیر سلتیک، سالمون نماد خرد و دانش است؛ افسانه سالمون دانش (Bradán Feasa) می‌گوید هر که گوشت آن را بخورد به تمام دانش جهان دست می‌یابد. در فرهنگ بومیان شمال غرب اقیانوس آرام (مثل قبیله هایدا)، سالمون موجودی مقدس است که خود را برای تغذیه انسان قربانی می‌کند. مراسم اولین صید سال (First Salmon Ceremony) برای ادای احترام برگزار می‌شد. در شینتوئیسم ژاپن، سالمون (Sake) پیوندی با پاکی و باززایی دارد و در معابد به عنوان پیشکش استفاده می‌شود. افسانه‌های اسکاندیناوی نیز سالمون را نگهبان چشمه دانش در ریشه‌های درخت جهان (Yggdrasil) می‌دانند.